# Tjaldanesfell
Tjaldanesfell är ett berg i republiken Island. Det ligger i regionen Västfjordarna, 200 km norr om huvudstaden Reykjavík. Toppen på Tjaldanesfell är 867 meter över havet, eller 302 meter över den omgivande terrängen. Bredden vid basen är 5,3 km.
Trakten runt Tjaldanesfell är nära nog obefolkad, med mindre än två invånare per kvadratkilometer. Närmaste större samhälle är Þingeyri, omkring 10 kilometer norr om Tjaldanesfell. Trakten runt Tjaldanesfell består i huvudsak av gräsmarker.